# Ladislav Kuna
Ladislav Kuna (3. dubna 1947 Hlohovec, Československo – 1. února 2012 Bratislava, Slovensko) byl slovenský fotbalista, reprezentant Československa, později se stal trenérem.
Trénoval DAC Dunajská Streda, FO ŽP ŠPORT Podbrezová, do své smrti pracoval jako předseda představenstva FC Spartak Trnava, a.s. a prezident tohoto slovenského fotbalového klubu.

## Fotbalová kariéra
Kuna byl elegantní hráč s vynikající technikou, byl „mozkem“ zlatého celku Spartaku Trnava. Hrál za Trnavu 16 let (1964–1980) a poté za rakouský fotbalový klub FC Admira Wacker Mödling. V československé 1. lize dal ve 425 zápasech celkem 85 gólů. Za Trnavu si zahrál v roce 1969 v semifinále Poháru mistrů evropských zemí proti Ajaxu Amsterdam a dal oba góly v odvetném zápase v Trnavě. Bývalé Československo reprezentoval celkem 47krát, v reprezentaci dal 9 gólů. Hrál v reprezentaci na Mistrovství světa ve fotbale 1970 v Mexiku. Byl zvolen nejlepším československým fotbalistou pro rok 1969. V Poháru mistrů evropských zemí nastoupil ve 20 utkáních a dal 5 gólů, v Poháru vítězů pohárů nastoupil v 6 utkáních a dal 1 gól a v Poháru UEFA nastoupil v 5 utkáních a dal 1 gól.

## Ligová bilance
| Ročník                                   | Zápasy | Góly | Klub                     |
| ---------------------------------------- | ------ | ---- | ------------------------ |
| 1. československá fotbalová liga 1964/65 | 22     | 1    | Spartak Trnava           |
| 1. československá fotbalová liga 1965/66 | 24     | 4    | Spartak Trnava           |
| 1. československá fotbalová liga 1966/67 | 26     | 7    | Spartak Trnava           |
| 1. československá fotbalová liga 1967/68 | 24     | 5    | Spartak Trnava           |
| 1. československá fotbalová liga 1968/69 | 26     | 6    | Spartak Trnava           |
| 1. československá fotbalová liga 1969/70 | 29     | 6    | Spartak Trnava           |
| 1. československá fotbalová liga 1970/71 | 27     | 10   | Spartak Trnava           |
| 1. československá fotbalová liga 1971/72 | 28     | 12   | Spartak Trnava           |
| 1. československá fotbalová liga 1972/73 | 22     | 9    | Spartak Trnava           |
| 1. československá fotbalová liga 1973/74 | 28     | 7    | Spartak Trnava           |
| 1. československá fotbalová liga 1974/75 | 28     | 3    | Spartak Trnava           |
| 1. československá fotbalová liga 1975/76 | 28     | 1    | Spartak Trnava           |
| 1. československá fotbalová liga 1976/77 | 30     | 5    | Spartak Trnava           |
| 1. československá fotbalová liga 1977/78 | 27     | 2    | Spartak Trnava           |
| 1. československá fotbalová liga 1978/79 | 28     | 4    | Spartak Trnava           |
| 1. československá fotbalová liga 1979/80 | 28     | 3    | Spartak Trnava           |
| Rakouská fotbalová Bundesliga 1980/81    | 34     | 5    | FC Admira Wacker Mödling |
| Rakouská fotbalová Bundesliga 1981/82    | 32     | 1    | FC Admira Wacker Mödling |
| Rakouská fotbalová Bundesliga 1982/83    | 24     | 0    | FC Admira Wacker Mödling |
| CELKEM                                   | 514    | 92   |                          |